# Ed Stafford
Ed Stafford (* 26. Dezember 1975 in Peterborough) ist ein britischer Abenteurer, Autor und Filmemacher. Er ist der erste Mensch, der den gesamten Amazonas, mit einer Länge von ca. 6400 km, von der Quelle bis zur Mündung zu Fuß entlanggegangen ist.
Auf der zu großen Teilen kaum erschlossenen Strecke legte er mit Umwegen rund 9500 km zurück. Für die Expedition brauchte er 859 Tage. Er startete am 2. April 2008 und erreichte die Mündung am 9. August 2010.
Außerdem nahm er an einem Survival-Test des britischen Fernsehens teil. Dabei überlebte er allein, nur mit Kameras ausgestattet, 60 Tage auf einer einsamen Insel (Olorua Island (Lau-Inseln), Fidschi) im Pazifik. Er benötigte jedoch unter anderem vorher bereitgestellte Arzneimittel. DMAX strahlte die Sendung im deutschsprachigen Fernsehen aus. Mit dem lebensgefährlichen Versuch war er Teil der RTL-Rankingshow Die 25 … skurrilsten Menschen.

## Militärische Laufbahn
Stafford absolvierte die Royal Military Academy Sandhurst und machte seinen Abschluss als Second Lieutenant (Leutnant) in der britischen Armee. Stafford verbrachte vier Jahre im „Devon and Dorset Regiment“  und stieg in den Rang eines Captain (Hauptmann) auf, bevor er 2002 die Armee verließ.

## Werke
- 2012: Walking the Amazon. Plume, ISBN 978-0-452-29826-2.

Nicht auf Deutsch erschienen.